# ISOC
ISOC (англ. Internet Society) — Інтернет Суспільство, професійна організація фахівців, яка формує політику і практику Інтернету і здійснює спостереження за іншими організаціями, пов'язаними з питаннями мережевої політики. Своєю місією ISOC вважає «забезпечення відкритого розвитку, еволюції та використання Інтернету на благо людей у всьому світі». ISOC займається не тільки стандартизацією Інтернету, але і питаннями освіти в країнах, що розвиваються, професійної підготовки фахівців, управління і координації різних проєктів, так або інакше пов'язаних з Інтернетом.
У 2012 році Суспільством Інтернету заснована нагорода Зал слави Інтернету (англ. The Internet Hall of Fame).

## Відділення в Україні
Українське відділення ISOC («ISOC Ukraine Chapter») було заявлено до заснування на території України у 2011 році у формі некомерційної громадської організації для сприяння реалізації стратегічних завдань ISOC в українському сегменті мережі інтернет.
 Діяльність «ISOC Ukraine Chapter» організована за програмно-цільовим і проектно-цільовим принципам. Це означає, що поточна робота проводиться в рамках проєктів, які можуть отримати цільове фінансування. Українське відділення бере на себе функції сприяння просуванню проєктів, формування сприятливого середовища для розвитку проєкту, пошуку і залучення спонсорів.
Тематика, яка розглядається ISOC не обмежена і може охоплювати технічні, технологічні, юридичні питання, питання управління інтернетом в цілому, питання свободи слова, прав людини, розвиток та підтримку державної мови в інтернеті тощо.